# Gertrude Olmstead
Gertrude Olmstead (n. 13 noiembrie 1897, Chicago, Illinois, SUA – d. 18 ianuarie 1975, Beverly Hills, California, SUA) a fost o actriță americană a filmului Tipped Off⁠(en)[traduceți] din 1920.

## Filmografie
- Tipped Off (1920)
- The Dritin' Kid (1921)
- Sweet Revenge (1921)
- Kickaroo (1921)
- The Fightin' Fury (1921)
- Out o' Luck (1921)
- The Fox (1921)
- The Adventures of Robinson Crusoe (1922)
- The Loaded Door (1922)
- Camo Kirbly (1923) - Adele Randall
- George Washington Jr. (1924) - Dolly Johnson
- The Monster (1925) - Betty Watson
- Cobra (1925) - Mary Drake
- The Boob (1926) - Army
- Torrent (1926) - Ann Kent
- The Cheefrul Fraud (1927) - Monica Murphy
- The Callahans and Murphys (1927)
- Becky (1927) - Nan Estabrook
- Green Grass Widows (1928) - Betty Worthing
- Bringing Up Father (1928) - Betty Brown
- Midnight Life (1928) - Lutie
- Hey Rube! (1928) - Kathlyn Carson
- Hit of the Show (1928)
- The Show of Shows (1929) - "Motion Picture Pirate"
- Sonny Boy (1929) - Mary